# As Yggdrasil Trembles
As Yggdrasil Trembles – dziesiąty album studyjny szwedzkiej grupy deathmetalowej Unleashed. Wydawnictwo ukazało się 19 marca 2010 roku w Europie i 6 kwietnia w Stanach Zjednoczonych nakładem wytwórni muzycznej Nuclear Blast.
Album został wydany na płycie CD oraz na płycie gramofonowej w limitowanym do 250 egzemplarzy nakładzie. Płyta została zarejestrowana w studiu należącym do gitarzysty Fredrika Folkare - Chrome Studios. W tekstach zespół tradycyjnie nawiązał do mitologii wikingów.

## Lista utworów
Opracowano na podstawie materiału źródłowego.
(muzyka i słowa: Unleashed)
1. „Courage Today, Victory Tomorrow!” - 03:54
2. „So It Begins” - 03:24
3. „As Yggdrasil Trembles” - 04:52
4. „Wir Kapitulieren Niemals” - 03:26
5. „This Time We Fight” - 03:02
6. „Master of the Ancient Art” - 03:48
7. „Chief Einherjar” - 03:41
8. „Return Fire” - 04:04
9. „Far Beyond Hell” - 03:18
10. „Dead to Me” - 02:47
11. „Yahweh and the Chosen Ones” - 03:52
12. „Cannibalistic Epidemic Continues” - 04:59
13. „Evil Dead” - 2:32 (cover Death)

## Twórcy
Opracowano na podstawie materiału źródłowego.
- Johnny Hedlund - śpiew, gitara basowa
- Fredrik Folkare - gitara, inżynieria dźwięku, produkcja muzyczna
- Tomas Masgard - gitara
- Anders Schultz - perkusja